# Ar Tonelico 3
Ar Tonelico é um jogo eletrônico do gênero RPG exclusivo para o PlayStation 3 e desenvolvido pela Gust. É o primeiro jogo da série Ar Tonelico a chegar no PlayStation 3. O jogo narra a história de Aoto, um jovem aprendiz em construções no ar. O jogo será lançado em 28 de Janeiro de 2010 no Japão.

## Enredo
A série Ar Tonelico ocorre no planeta Ar Ciel. Devido a uma catástrofe do passado, a humanidade é forçada a se refugiar em uma das 3 torres, chamada Ar tonelico, localizados ao redor do planeta.
- • Ar tonelico I que ocorre em Sol Ciel
- • Ar tonelico II ocorre em Metafalls
- • Ar tonelico III ocorre em Sol Cluster

Sol Cluster é dominado por reyvateils, que são a classe dominante. O mundo ideal para eles que consiste apenas de seres humanos Reyvateils e purificado (isto é, escravos).

## Personagens
- Aoto - É um aprendiz de um mestre que se especializou nas construções mais altas. Ele não pensa sobre as conseqüências quando ele age, mas tem um forte senso de obrigação a concluir o que começou. Sempre teve um ligeiro desagrado sobre Clustania, mas após o seu encontro com Saki, ele começa a visualizar Clustania como um inimigo.

- Saki - Uma reyvateil que foi criado em um laboratório para um plano que teria efeitos de longo alcance no mundo (claro se ele é limitado a Sol Clusta ou ao planeta de Ar Ciel). Ela consegue escapar pouco antes do plano ser colocado em prática e se alia ao protagonista, depois várias fugas durante anos. Quando está sob Sever coação, ela exibe um poder chamado "milagre" em certa ocasião.

- Finnelle - Uma reyvateil tipo (pedigree não humana), nascida no reino de Clustania. Ditzy garota que trabalha em um restaurante no Tocociez Highway. Sua existência parece ter uma conexão com a conspiração Clustania mas nada foi revelado...

## Jogabilidade

### RAH (Sistema Hymnos Síntese)
Este título não está limitado a apenas heroínas que "cantam" . Se você combinar "as peças que são Hymnos Bourne psique da heroína, o leitor de si próprio pode criar outros Hymnos.
Mesclando RAH este sistema e as ações do jogador, o Real-BGM mudanças de tempo, que o Active Music Generation sistema realiza, traz uma presença nunca antes experimentado (estou assumindo em relação ao jogo BGM). Criando um bom hino e com as heroínas a cantar trazendo efeitos como o aumento do poder de vanguarda do ataque.
- Vínculos mais profundos com reyvateils lhes permite "libertar" o seu traje, que é provavelmente o que está sendo mostrado com as garota gêmeas (Finnelle)
- Como antes, quanto mais profundo você mergulha na psique da heroína, mais música mágica você pode desbloquear
- Várias personalidades existem dentro de cada reyvateil. Diferentes personalidades preferem música mágicas diferente, que terá um efeito sobre o sistema RAH.
- A cidade de Aoto é na fronteira da torre do sistema de controle do clima, portanto, não está completamente protegido contra os elementos, resultando em ventos fortes. A cidade tem moinhos de vento para fazer uso dos ventos.
- Clustania tem o maior nível de ameneties na torre de Clusta Sol e é o local central para Reyvateils. Os seres humanos são trazidos para Clustania para ajudar a desenvolver habilidades de Reyvateil's. Além disso, indivíduos anti-Clustania são trazidos para a limpeza.

## Gráficos
Ar Tonelico 3 traz gráficos Cel Shading 3D, porém menus e Cut scenes continua em 2D.